# Divina Gloria
Martha Gloria Goldsztern (Buenos Aires, Argentina, 6 de febrero de 1962), conocida artísticamente como Divina Gloria, es una actriz, comediante y cantante argentina. Fue miembro destacada del movimiento de la cultura underground porteña de los años 1980. Hizo su debut discográfico en 1986 con Desnudita es mejor, álbum producido por Cachorro López.
En su rol de cantante ha interpretado un repertorio amplio y original, que incluye pop, rock, jazz, tango y otros ritmos tradicionales.
Además, su particular estilo y personalidad la han destacado desde los inicios de su carrera, siendo considerada una representante de la vanguardia artística argentina durante muchos años.

## Carrera
Divina Gloria comenzó su carrera artística a los 5 años, realizando presentaciones musicales. 
Cursó estudios de teatro, baile, canto y actuación en el Instituto Lavardén (ubicado en Buenos Aires), de comedia musical en la escuela de Pepe Cibrián Campoy, hijo de Pepe Cibrián y Ana María Campoy, y se perfeccionó junto a Robertino Granados (teatro), Bill Hastings (musical), y Juan Virasoro y Rodolfo Olguín (danza). Tiene un hijo llamado León Goldsztern de 15 años.
Comenzó su carrera con el recordado humorista Alberto Olmedo en sus sketches. Participó en varias películas y obras teatrales y en los espectáculos: Alicia maravilla, Vivitos y coleando, Locos recuerdos y Sin compasión, entre otros. 
En televisión, participó de éxitos masivos como No toca botón (junto al inolvidable cómico Alberto Olmedo), El Gordo y el Flaco (de Juan Carlos Mesa) y Jugate conmigo (con Cris Morena). Además, participó en decenas de programas de ficción, entre los que se destacan Chiquititas, Poliladron, RRDT, Gasoleros,  Culpables, Costumbres argentinas y Cuando me sonreís.
En el ámbito del teatro protagonizó comedias, revistas, dramas y musicales, siendo dirigida por profesionales de la talla de Pepe Cibrián Campoy, Enrique Pinti, Jean François Casanovas, Carlos Evaristo, Hugo Midón, Carlos Perciavalle, Renata Schussheim, Hugo Sofovich y Alberto Ure.
Su última obra teatral Zeide Shike, presentada en Velma Café fue un éxito de público y de crítica, presentándose durante dos años consecutivos.
En cine, formó parte de los elencos de reconocidas películas como Los gauchos judíos, El manosanta está cargado, Los pilotos más locos del mundo, Almejas y mejillones, Chicos ricos o Peperina.
Su carrera discográfica se inició en 1985, con el lanzamiento de Desnudita es mejor, disco de música divertida producido por Cachorro López. 
En su repertorio discográfico se combinan diferentes ritmos: el pop de Caliente, Lo divino y lo dorado y Mar de amores, el jazz en Las rosas del hampa y la world music de Shalom, Baby, donde se destacan los tangos en yidis que le aportaron una proyección internacional, que incluyó presentaciones en varias ciudades de los Estados Unidos y la emisión en radios europeas e israelíes.
También grabó como artista invitada junto a Willy Crook y Daniel Melingo, y es la voz principal de la orquesta de tango Karavanah, la cual fusiona música rioplatense con ciertos elementos de la música jasídica, con letras en yidis y algunos cóvers de antiguos tangos.

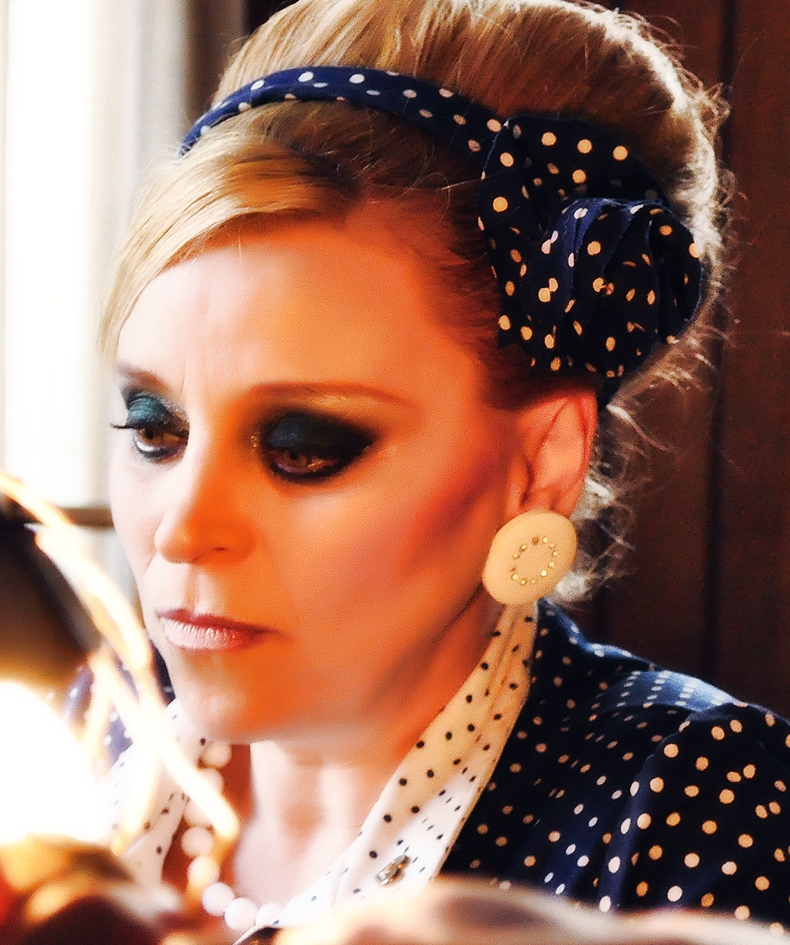
Divina Gloria en la filmación de Un viernes negro, parte 2 (en 2011).

## Cine
Participó en los siguientes filmes:
- 1974: Los gauchos judíos
- 1976: No toquen a la nena
- 1981: Las mujeres son cosa de guapos
- 1987: Susana quiere, el negro también!
- 1987: El manosanta está cargado
- 1988: Los pilotos más locos del mundo
- 1995: Peperina
- 1997: 24 horas (Algo está por explotar)
- 2000: Almejas y mejillones
- 2000: Chicos ricos
- 2001: Barbie también puede eStar triste (cortometraje)
- 2003: Marc, la sucia rata
- 2011: Un viernes negro (parte 2): La maldición del gato
- 2011: La peli de Batato
- 2012: El Sol
- 2018: Bruno Motoneta

## Videos
- 1989: Y... dónde está el hotel?
- 1989: Isla se alquila por hora
- 1989: Expertos en tetología
- 1990: Más loco que un crucero
- 2020: Arte en cuarentena

## Televisión[1]
- 1984: Mesa de noticias
- 1985-1987: No toca botón
- 1986: Noche de brujas
- 1988: Shopping Center
- 1988: Zapping
- 1988: La extraña pasajera
- 1988-1989: El club de Madonna
- 1991-1992: El gordo y el flaco
- 1991-1992: Rompecabezas
- 1994: Los Machos (El Trece)
- 1995: Hola, papi!
- 1995: Poliladron (El Trece)
- 1996: Como pan caliente (El Trece)
- 1997: Chiquititas (Telefe)
- 1997: R.R.D.T. (El Trece)
- 1998: Gasoleros (El Trece)
- 2000: Calientes (El Trece)
- 2001: Culpables (El Trece)
- 2002: Un aplauso para el asador (El Trece)
- 2003: Costumbres argentinas (Telefe)
- 2003: Hospital público (América TV)
- 2007: El circo de las estrellas (Telefe)
- 2009: Canta conmigo Argentina (El Trece)
- 2011: Cuando me sonreís (Telefe)
- 2012: Graduados (Telefe)
- 2016: Si solo si (Televisión Pública)

## Teatro[5]
- 1980: El violinista en el tejado
- 1983: Calígula

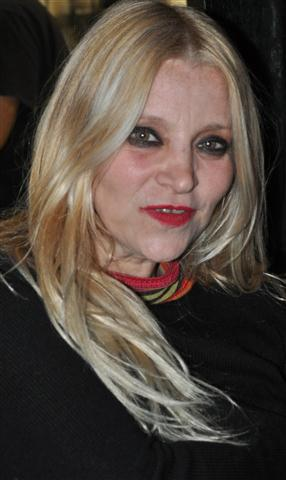
Divina Gloria en 2011.

- 1984: Piano bar, presentación del disco de Charly García.
- 1984: Latidos de corazón - Los Peinados Yoli, en el Taxi Concert junto a Batato Barea, Tino Tinto, Peter Pirello y Doris Night.
- 1984: Batato en Experiment, Experiment Disco junto a Batato Barea y el grupo Comida China.
- 1985: Glamour junto a María C. Albert, Ronnie Arias, Michel Delhaye, Víctor Godoy y Silvia Zisa.
- 1985: El negro no puede junto a Alberto Olmedo, Javier Portales, César Bertrand, Beatriz Salomón, Silvia Pérez y elenco.
- 1984: George Sand
- 1986: Éramos tan pobres, junto a Alberto Olmedo, Beatriz Salomón, Silvia Pérez y elenco.
- 1986: Caviar en Michelángelo, junto a Alberto Olmedo, Javier Portales, Beatriz Salomón, Alfonso Pícaro, Guillermo Guido, Botton Tap y el grupo Caviar.
- 1986: Platinum Disco, en San Miguel (Gran Buenos Aires) junto a Batato Barea.
- 1986: Fiesta del terremoto junto a Batato Barea y Willy Lemos.
- 1987: Esposa para dos, en Uruguay.
- 1987: Los Peinados Yoli
- 1987: Fotocomic Araca. Cala. Jaca, versión fotográfica del cómic junto a Batato y Fernando Noy.
- 1990: Los Productos Lola, en España.
- 199?: Expertos en colitas, comedia en teatro La Sombrilla de Villa Carlos Paz (Córdoba) junto a Carlos Rotundo, Alejandra Pradón y elenco.
- 1991: Qué día señor, qué día
- 1992: Noche de reyes, teatro San Martín junto a Mario Alarcón, Cristina Aroca, Héctor Calori, Ernesto Claudio, Vera Fogwill, Roberto Franco, Gabriel Goity, María Leal, María Lorenzutti, Carlos March, Marcelle Marcel, Carolina Papaleo, Gino Renni, Tina Serrano, Norberto Suárez y Marcos Vengerow.
- 1992: Vivitos y coleando 3 junto a Ana María Cores, Carlos March y Favio Posca.
- 1992: Sin compasión junto a Ricardo Lavié y Julia Zenko.
- 1993: Necesito un tenor.
- 1993: Yo, el mejor de todos, en Uruguay junto a Carlos Perciavale.
- 1996: Locos recuerdos
- 1997: Trilogía del veraneo, teatro San Martín junto a Daniel Chame, Verónica Llinás, Adriana Aizemberg, Joaquín Bonet, Juan Andrés Braceli, Aldo Braga, Hugo Caprera, Juan Carlos Puppo, Lidia Catalano, Gabriel Chame Buendia, Sergio Corona, Rubén Cuesta, Sergio Gambetta, Leonardo Garvie, Adriana Goldbaum, Rodolfo Ibaceta, Verónica Limas, Mía Maestro, Emilia Mazer, Favio Posca, Adrián Yospe y Luis Ziembroski.
- 2000: La isla de los esclavos junto a Raúl Taibo, Sandra Ballesteros y Jorge D'Elía.
- 2000: Gustavo Ros presenta Glamor, Club 69 junto a Gustavo Ros.
- 2001: Extraña pareja junto a Patricia Palmer y Catherine Fulop.
- 2002: Alicia Maravilla, Teatro Astral junto a Ana Acosta, Carlos Acosta, Mónica Bonelli, Leo Bosio, María Rosa Fugazot, Pablo Lena, Nicolás Levín, Hernán Morán, Carolina Olivetti, Silvana Paludi, Florencia Peña, Alejandra Rubio, Soledad Taboada, Florencia Cella, Erika Cordero, Gisela Molinari, Vanesa Parrado, Natalia Perea y Creria Zangari.
- 2003: Hansen & Gretel junto a Valeria Britos y Pablo Novak.
- 2003: El instituto, en Teatro Payró, junto a Alejandra Rubio.
- 2004: El empresario teatral
- 2004: Divina duerme, Centro Cultural Ricardo Rojas.
- 2005: El príncipe feliz, junto a Pablo Novak.
- 2006: Luna roja, La Sala 420, en La Plata junto a Roberto Albornoz, Federico Cejas, Karen Costamagna, David Figueroa, Santiago Gonella, Rubén Monreal, Ruth Passadore, Silvana Sánchez, Carola Katz, Alejandro Orduna y Mariana Pereyra.
- 2006: Taconeando con la resaca, en el Faena Hotel + Universe junto a Rafael Amargo.
- 2006: Monólogos de la marihuana, en The Cavern Club, junto a Alfredo Allende y Pacha Rosso.
- 2008: Karavanah, Teatro Maipo.
- 2008: Coro Kennedy 25 años, en el Auditorio de Belgrano junto a Manuela Bravo, Iliana Calabró, Guillermo Guido, César Isella, el Coro Kennedy, Raúl Porchetto, Miguel Ángel Rodríguez, La Tota Santillán y elenco.
- 2008/9: Shalom Baby junto a su grupo, Karavanah.
- 2010: Casa matriz, en Cine Teatro París, junto a Zulema Comune y Matías Vega (actuación en video).
- 2010/11: Zeide Shike, en Velma Café junto a Zully Goldfarb, Diego Lichtensztein y Flora Yunguerman.
- 2011: Puente invisible, en Clásica y Moderna.
- 2011: Noche de reyes junto a Rita Terranova, Laura Azcurra, Felipe Colombo, Germán Tripel, Luz Kerz y Melania Lenoir.
- 2013: Sorpresas junto a Moria Casán, Carmen Barbieri, María Rosa Fugazot y elenco.
- 2015: Tu cola me suena junto a María Eugenia Rito, Beto César y elenco
- 2015: La jaula de las locas junto a Marcelo de Bellis, Juana Repetto, Emilio Bardi y elenco.
- 2016: Citas peligrosas, con Carmen Barbieri, Beto César y René Bertrand.
- 2016: El espíritu infiel junto a Fabián Gianola, Denise Dumas, Flavia Palmiero, Aníbal Pachano, Ana Acosta y Maite Zumelzú.
- 2017: Luz Cenicienta junto a Moria Casán, y Gladys Florimonte.
- 2018: Extinguidas junto a Sandra Smith, y Edda Bustamante.

## Discografía
- 1986: Desnudita es mejor - INTERDISC S.A.
- 1991: Caliente (EP)
- 1992: Mar de amores
- 1995: Divina Gloria and the Canibal Trival: Dance Remix - IBIZA RECORDS
- 2000: Divina Gloria con sus Rosas del Hampa - Jazz Daniel's (En vivo)
- 2001: Lo divino y lo dorado (sencillo)
- 2008: Karavanah: Shalom baby
- 2012: Lejos (sencillo)

## Videos musicales
- 1998: Los Auténticos Decadentes - Los Piratas